# Distrito de Padre Márquez
El Distrito peruano de Padre Márquez es uno de los 6 distritos de la Provincia de Ucayali, ubicada en el Departamento de Loreto, perteneciente a la Región Loreto, Perú.
Desde el punto de vista jerárquico de la Iglesia católica forma parte del Vicariato Apostólico de Requena.

## Población
En este distrito de la Amazonia peruana habita la etnia shipibo-conibo grupo familia pano.